# Lambert Simnel

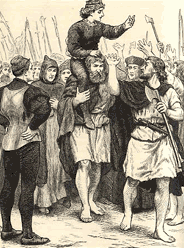
En viktoriansk illustration som visar Lambert Simnel ridandes på en supporters axlar i Irland.

Lambert Simnel, född ca 1477, död ca 1534, gjorde som barn anspråk på Englands tron. Tillsammans med Perkin Warbeck, var han en av de två bedragare som hotade Henrik VII av England (regerade 1485 – 1509) under 1400-talets sista årtionde. 

## Biografi
Lambert Simnel föddes kring 1477. Olika källor uppger skilda uppgifter om hans fars yrke. Vid ungefär tio års ålder antogs han som elev hos en Oxfordlärd präst vid namn Roger Simon (eller Richard eller Symonds) som tydligen bestämt sig för att bli kungamakare. Han undervisade pojken i hovmanér och samtida källor beskriver pojken som stilig. 
Ursprungligen hade Simon för avsikt att presentera Simnel som Rikard av Screwsbury, hertig av York, son till Edvard IV. Han hörde dock rykten om att Edvard, earl av Warwick hade dött i Towern och ändrade sig. Den riktige Edvard, som hade äkta anspråk på tronen, eftersom han var son till George, hertig av Clarence, var en pojke i ungefär samma ålder som Simnel.
Simon spred ett rykte att Edvard hade flytt från Towern och var under hans vårdnad. Han fick stöd av Huset York och tog Simnel till Irland, där det fortfarande fanns yorkistiskt stöd, där han presenterade honom för earlen av Kildare. Earlen var villig att stå bakom historien och invadera England för att avsätta Henrik. 24 maj 1487 kröntes Simnel i Christ Church Cathedral, Dublin som "Kung Edvard VI". Han var då omkring tio år gammal. Earlen av Kildare samlade ihop en armé av irländska soldater under ledning av Thomas Geraldine.
Då Henrik Tudor fick höra om saken, visste han att han fortfarande hade den riktige Edvard av Warwick fängslad i Towern och visade den 2 februari 1487 upp denne för allmänheten för att visa att den unge tronpretendenten var en bedragare. Henrik utlovade även allmän benådning för alla förseelser, däribland förräderi mot honom, på villkoret att konspiratörerna överlämnade sig till honom. 
John de la Pole, 1:e earl av Lincoln och utsedd efterträdare till Rikard III av England, hade anslutit sig till konspirationen mot kungen och flydde till Flandern. Där hävdade han att han deltagit i den unge Warwicks fritagande och träffade även Lord Lovell som hade stött det misslyckade yorkistiska upproret 1486. Margareta av Burgund samlade ihop 2000 flamländska legosoldater och skeppade över dem till Irland, där de landsteg 5 maj. Henrik informerades om detta och började samla trupper. 
Simnels anhängare — som huvudsakligen var flamländska och irländska trupper — landsteg på Piel Island i Furnessområdet i Lancashire 5 juni 1487 och anslöt sig till några engelska anhängare. De flesta adelsmän, med undantag för Thomas Broughton, anslöt sig inte till dem. De drabbade samman med Henriks armé 16 juli vid slaget vid Stoke Field och besegrades. Earlen av Kildare tillfångatogs, earlen av Lincoln och Sir Thomas Broughton dödades. Lord Lovell försvann och rykten spreds att han hade flytt och höll sig gömd för att slippa vedergällning. Simon slapp avrättning på grund av sin präststatus, men fängslades på livstid.
Henry VII benådade den unge Simnel (möjligen för att han mest hade varit en marionett i de vuxnas händer) och gav honom arbete i det kungliga köket. Då han blev äldre blev han kunglig falkskötare. Han dog omkring 1534.